# Obálková metoda
Obálková metoda je typ aukce, ve které vítězí nejvyšší nabídka, která je účastníkem (dražitelem) také zaplacena. Nabídky jsou uloženy v obálkách tak, aby nebyla vidět jejich hodnota, a odevzdány ke konkrétnímu termínu. Otevření obálek se děje zpravidla najednou za přítomnosti vybraných osob, které mohou sledovat vyhodnocení nabídek.
Anglický ekvivalent pro obálkovou metodu je Standard sealed-bid auction nebo First-price sealed-bid auction na základě Vickreyova zavedení označení Sealed second-price auction pro dražby, ve kterých je zaplacena výhercem aukce druhá nejvyšší částka. Aukce, včetně obálkové metody, jsou speciální modely her s více hráči, na které lze aplikovat poznatky z oblasti teorie her. Cílem je nalézt co nejvýhodnější alokaci draženého objektu prostřednictvím ceny, která bude z pohledu zájemce (kupujícího) co nejnižší a z pohledu dražitele co nejvyšší.

## Chování účastníků aukce
Aby zájemce vyhrál aukci, musí nabídnout vyšší cenu než jeho protivníci. Aby však byla aukce pro zájemce výhodná, v případě obálkové metody je obvyklé, že stanoví cenu, která je pod skutečnou hodnotou, kterou přisoudí dražené věci. Pokud by stanovil cenu výše nebo na hranici hodnoty, kterou pro ně dražená věc má, pak by v případě výhry aukce musel zaplatit tuto cenu a celkový užitek z transakce by pro něj byl nulový nebo záporný.
Tato skutečnost má za následek, že dražitel sice může získat větší částku vyplývající z toho, že vítěz neodhadne částku, která by byla dostatečná pro vítězství a nabídne zbytečně více, avšak není možné poznat skutečnou cenu, kterou by byl vítěz ochoten dát, protože každý z účastníků je motivován k tomu, aby nabídnul cenu, která je pod skutečnou cenou jeho užitku. V aukci typu obálková metoda tedy není možné odhalit skutečnou tržní hodnotu dražené věci.
V aukci typu obálková metoda není možná žádná interakce mezi zájemci ve smyslu konzultace nabídnuté ceny. Předložení nabídky je také možné pouze jednou. Zájemce se může rozhodnout mezi postupem nabízet vyšší cenu a vyhrávat aukci častěji nebo nabízet nižší cenu a získat tak více v případě výhry aukce.
Z hlediska strategie stanovení ceny je obálková metoda ekvivalentní holandské aukci. Na rozdíl od Sealed second-price auction a anglické aukce není dominantní strategií u obálkové metody předložit nabídku s cenou rovnající se vlastnímu užitku. Nicméně teoretická optimální strategie stanovení ceny je pro všechny zájemce u obálkové metody i holandské aukce stejná.

## Výnosy z aukce obálkovou metodou ve srovnání s dalšími aukcemi
Aukce jako je obálková metoda, kde vítězí nejvyšší předložená nabídka, mohou být pro dražitele stejně výnosné jako aukce, kde vítěz platí druhou nejvyšší nabídku, tedy tu, kterou on nepředložil. S tímto tvrzením a také množstvím důkazů přišel William Vickrey, kanadský profesor ekonomie, který získal spolu s Jamesem Mirrleesem Nobelovu cenu za ekonomii za výzkum v oblasti pobídek při asymetrické informaci.
Konkrétní příklad je, že nabídnete v aukci 90 dolarů za antickou panenku. Pokud druhá nejvyšší nabídka bude 80 dolarů, panenku získáte za 90 dolarů. Pokud byste nabídli 100 dolarů, panenku byste tak ovšem získali za vyšší cenu. V aukci, kde vítěz platí nejvyšší cenu, je tedy nejlepší strategií nabídnout méně, než nakolik si panenku ceníte. Takovou situaci teoretici označují jako bid shading. Bid shading zájemci v aukcích provádějí také z důvodu, aby zamezili situaci anglicky označované jako winner's curse. Winner's curse, která by se dala přirovnat k Pyrrhovu vítězství, říká, že zájemci v aukcích se sdílenou hodnotou (common value auction) a nedokonalými informacemi mají tendenci zaplatit vyšší cenu, než je skutečná hodnota dražené věci z jejich pohledu.
Vickrey dokázal, že v celé řadě situací může dražitel očekávat stejnou částku bez ohledu na to, kterou z hlavních typů aukcí použije.
V roce 1981 rozšířil Vickreyovu teorii Roger Mayerson z Chicagské univerzity a dokázal, že všechny aukce přinášejí stejnou očekávanou hodnotu za podmínek, že draženou věc získá zájemce, který ji nejvíce ocení a ten, kdo nabízí nejméně, neplatí ani nedostává žádné peníze nebo odměnu, což například pro aukci obálkovou metodou je dáno tím, že zájemcům se nevyplatí nabízet nejvyšší cenu, kterou jsou skutečně ochotni zaplatit.
Přes výsledky výzkumu, který provedli Vickrey a Mayerson, není možné studium aukcí uzavřít konstatováním, že všechny aukce přinášejí stejný zisk a nejjednodušší strategii má Sealed second-price auction. Důvodem je, že Vickrey neposkytl odpovědi na všechny otázky. Konkrétně nevyřešil aukce, kde vítěz aukce nemusí bezpodmínečně získat draženou věc jako v případě, kdy aukce upřednostňuje znevýhodněné zájemce (malé společnosti přihazují proti korporacím) nebo v případě stanovení limitní ceny, kterou nesplní žádný ze zájemců.

## Vnější faktory aukce a její podmínky
Pro aukce typu obálková metoda existuje několik možných variant prostředí, informací a pravidel, které hrají roli při provedení aukce a případné volbě nejvhodnější strategie stanovení ceny:
- počet zájemců může být buď známý nebo neznámý
- může nebo nemusí být stanovena tzv. limitní cena (Reservation price)
- vítězná nabídka může být oznámena nebo zůstat utajena
- může nebo nemusí být možnost následného vyjednávání po skončení aukce
- možnost opakování aukce v případě neprodeje, případně možnost přeprodeje po skončení aukce
- míra znalosti skutečné hodnoty dražené věci

## Využití obálkové metody
Tento typ aukce a podání nabídek se užívá při refinancování aktiv a mezinárodním obchodu. Ministerstvo financí Spojených států amerických používá tuto metodu k prodeji většiny cenných papírů na financování národního dluhu USA.
Obálková metoda je používána v Japonsku k prodeji sušených ryb, a sice následujícím způsobem: zájemci uloží nabídky do krabice, která je následně předána dražiteli. Po určitém dohodnutém čase dražitel oznámí vítěze aukce.
Aukce obálkovou metodou je používána také pro ocenění stavebních projektů. Nicméně je zde rozdíl v tom, že zájemce nabízí naopak co nejnižší cenu, za kterou je ochoten stavbu realizovat. Vyhrává tedy nejnižší nabídka.

## Další varianty First-price aukce
Švýcarská aukce je označení pro variantu aukce typu obálková metoda, kdy sice není možné měnit nabídnutou cenu během dražby, výherce dražby ale může po jejím skončení draženou věc přijmout nebo odmítnou za vydraženou cenu. Označení švýcarská aukce pochází z využití tohoto typu aukce v prostředí švýcarského stavebnictví. Během projektu často dochází k dodatečným úpravám nebo prodlevám a pokud tyto přesáhnou určitou mez, kdy již není výhodné dále pokračovat v projektu s prvním výhercem aukce, projekt je přidělen nejčastěji druhému nejlepšímu zájemci. Pokud je však rozdíl mezi první nebo druhou nabídkou vyšší než stanovená mez (obvykle 10 procent), první výherce musí splnit nabídnutou cenu nebo nést tyto náklady.
Holandská aukce také známá jako otevřená aukce s klesající cenou. V tradiční holandské aukci začne vyvolávač s vysokou nabídnutou cenou, která je snižována, dokud není někdo z účastníků ochoten akceptovat vyvolávačovu cenu. Účastník, který v aukci vyhrál, zaplatí oznámenou cenu. Holandská aukce je pojmenována podle svého nejznámějšího příkladu – holandské tulipánové aukce. („Holandská aukce“ je také občas užívána pro popis online aukcí, kde je současně prodáváno mnoho identických položek stejnému počtu dražitelů.) Kromě prodeje řezaných květin v Nizozemsku se holandská aukce používá pro komodity podléhající zkáze jako jsou ryby a tabák. V praxi se ovšem holandská aukce příliš nepoužívá.